# Hymenophyllum holochilum
Espèce
L'hymenophylle à lèvre entière - Hymenophyllum holochilum - est une fougère de la famille des Hyménophyllacées originaire de Java.
Synonymes : Didymoglossum affine Bosch, Didymoglossum holochilum Bosch, Leptocionium affine (Bosch) Bosch, Leptocionium holochilum (Bosch) Bosch, Meringium holochilum (Bosch) Copel.

## Description
Hymenophyllum holochilum appartient au sous-genre Hymenophyllum.
Cette espèce a les caractéristiques suivantes :
- son rhizome est long et filiforme et partiellement couvert de poils ;
- les frondes, de six à quinze centimètres de long, dont deux à cinq pour le pétiole, sur un à trois centimètres de large, comportent un limbe oblongue ou lancéolé-oblongue, divisé deux fois ;
- les segments sont simples ou parfois se divisant vers l'apex ;
- Les sores, solitaires, sont portés par l'extrémité d'un segment, majoritairement à la partie terminale du limbe ;
- l'indusie est formée deux lèvres de forme oblongue, entières et régulières ; cette caractéristique est à l'origine de l'épithète spécifique[1] ;
- les grappes de sporanges sont complètement recouvertes par l'indusie.

## Distribution
Cette espèce, plutôt épiphyte de forêts pluviales, est présente en Asie - Chine (Taiwan), Thaïlande - et dans l'Océan indien - Java.

## Historique
Hymenophyllum holochilum a été de nombreuses fois déplacée dans la famille des Hymenophyllacées.
Cette espèce est décrite une première fois par Bosch en 1856 : il la place alors dans le genre Didymoglossum.
Cinq ans plus tard, il la place dans le genre Leptocionium (genre décrit par Presl).
En 1905, Carl Frederik Albert Christensen la renomme dans le genre Hymenophyllum, sous-genre Leptocionium, section Chilodium.
En 1938, Edwin Bingham Copeland la place dans le genre Meringium.
En 1968, Conrad Vernon Morton la replace dans le genre Hymenophyllum, sous-genre Hymenophyllum, section Ptychophyllum.
Enfin, en 2006, Atsushi Ebihara, Jean-Yves Dubuisson, Kunio Iwatsuki, Sabine Hennequin et Motomi Ito la conservent dans les mêmes genre et sous-genre, la section disparaissant.